# 乐思晦
樂思晦（？—691年），唐朝雍州长安人，在武周武则天在位期间，691年担任宰相（同鳳閣鸞臺平章事）。
其父乐彦玮在唐高宗在位时曾担任宰相。永昌年间，因乐思晦显贵，乐彦玮得以重赠为扬州大都督。
天授二年（691年）六月，武则天任命樂思晦为鸞臺侍郎（黄门侍郎）、同鳳閣鸞臺平章事。十月，樂思晦被处死，他不到十岁的儿子，被发往司农寺为奴。天授三年（692年）一月，樂思晦之子在左台中丞来俊臣诬告同平章事任知古、狄仁杰、裴行本、司农卿崔宣禮、前文昌左丞盧獻、御史中丞魏元忠、潞州刺史李嗣真七位大臣谋反的时候，上书武则天：“臣父已死，臣家已破，但惜陛下法为俊臣等所弄。陛下不信臣言，乞择朝臣之忠清、陛下素所信任者，为反状以付俊臣，无不承反矣。”武则天心有所动，最終決定召見七位大臣，詢問為何獄中已自承謀反。

## 评价
- 《旧唐书》赞曰：二李（李敬玄、李义琰）、二乐，俱号公清。权臣独抗，美第不营。以兹辅弼，无愧德声。